# تشارلز سبيرمان
تشارلز إدوارد سبيرمان (بالإنجليزية: Charles Edward Spearman)‏ ـ (10 سبتمبر 1863 ـ 17 سبتمبر 1945) هو عالم نفس إنجليزي له أيضاً مساهمات في علم الإحصاء حيث كان من رواد التحليل العاملي (بالإنجليزية: factor analysis)‏، وقد ابتكر معامل الارتباط حسب الرتب (بالإنجليزية: Spearman's rank correlation coefficient)‏ الذي يعرف باسمه حتى اليوم. كما كانت له أبحاث رائدة في مجال الذكاء البشري.

## سيرة حياته
كان لدى سبيرمان خلفية نادرة وغريبة في مجال علم النفس. كان طموحًا في طفولته وحلم في دراسة مهنة أكاديمية. انضم لأول مرة إلى الجيش كضابط مهندس منتظم في أغسطس من عام 1883، ورُقّي إلى قائد في 8 يوليو من عام 1893، إذ خدم في مونستر فوسيليرز. استقال بعد 15 عامًا في عام 1897 ليتفرغ لدراسة الدكتوراه في مجال علم النفس التجريبي. في بريطانيا، كان يُنظر إلى علم النفس عمومًا على أنه فرع من الفلسفة، واختار سبيرمان الدراسة في جامعة لايبتزغ تحت إشراف الفيلسوف والأستاذ الألماني فيلهلم ماكسيميليان فونت، لأنها كانت مركزًا لـ «علم النفس الجديد» - الذي استخدم المنهج العلمي بدلاً من التأويلات الغيبية. نظرًا لأن فونت كان غائبًا في أغلب الأوقات بسبب واجباته المتعددة وشعبيته، عمل سبيرمان إلى حد كبير مع فيليكس كروجر وويلهلم ويرث، وكلاهما كان معجبًا به. بدأ في عام 1897، وبعد بعض الانقطاع (إذ استُدعي إلى الجيش خلال حرب البوير الثانية، وعمل كنائب مساعد عام من فبراير عام 1900) وحصل على شهادته في عام 1906، وكان قد نشر بالفعل ورقته البحثية الأصلية عن تحليل عامل الذكاء (1904). التقى سبيرمان بوليام ماكدوغال (عالم نفس) وأثّر فيه كثيرًا فدبّر أن يأخذ مكانه عندما غادر منصبه في جامعة كلية لندن، وبقي سبيرمان في الكلية الجامعية حتى تقاعد في عام 1931. كان في البداية قارئًا ورئيسًا للمختبر النفسي الصغير، في عام 1911 رُقّي إلى أستاذ في فلسفة العقل والمنطق. تغير اسمه إلى أستاذ علم النفس في عام 1928 عندما أُنشئ قسم منفصل لعلم النفس.  

عندما انتُخب سبيرمان في الجمعية الملكية في عام 1924، ورد في خطاب تعيينه ما يلي: 
أجرى الدكتور سبيرمان العديد من الأبحاث في علم النفس التجريبي. تغطي أوراقه البحثية المنشورة العديدة مجالات واسعة، لكنه يتميز بشكل خاص بعمله الرائد في تطبيق الأساليب الرياضية لتحليل العقل البشري، ودراساته الأصلية عن الارتباط في هذا المجال. ألهم وأدار الأعمال البحثية للعديد من الطلاب. 
وكان من بين هذه الإنجازات اكتشاف العامل العام في الذكاء البشري، وتطوره اللاحق لنظرية «جي» ومزج العمل التجريبي مع القدرة. 
تأثر سبيرمان بشدة بعمل فرانسيس غالتون الذي أنجز عملًا رائدًا في علم النفس والارتباط (الإحصاء)، وهو الأداة الإحصائية الرئيسية التي استخدمها سبيرمان.
في الإحصائيات، طوّر سبيرمان معامل سبيرمان للارتباط (1904)، وهو نسخة غير معلمية من معامل الارتباط لبيرسون التقليدي، بالإضافة إلى التصحيح المستخدم على نطاق واسع (1907) والإصدار الأقدم من «تحليل العوامل». لم يكن عمله الإحصائي موضع تقدير من قبل زميله في الكلية الجامعية كارل بيرسون وكان هناك عداء طويل بينهما.
على الرغم من أن سبيرمان حقق معظم الاعتراف لعمله الإحصائي في ذلك الوقت، إلا أنه اعتبر هذا العمل تابعًا لسعيه إلى اكتشاف القوانين الأساسية لعلم النفس، وهو الآن مشهور في كلا المجالين.
أصر تشارلز سبيرمان دائمًا على تطبيق أعماله في مجال الطب النفسي وحث على ذلك في محاضرة مودسلي في الكلية الملكية للأطباء النفسيين. نفذ بعض الطلاب تعليماته، إلا أن تطوير تحليل العوامل كأداة للطب النفسي اتبعت مسارًا مختلفًا عما كان ينوي. بغض النظر عن ذلك، كانت مساهماته غير المباشرة في الطب النفسي كبيرة. 
بدأت حياة سبيرمان وانتهت في مدينة لندن. كان لديه ثلاث بنات وابن واحد، توفى في وقت مبكر من عام 1941 في جزيرة كريت.

## روابط خارجية
- تشارلز سبيرمان على موقع الموسوعة البريطانية (الإنجليزية)